# 1486

## Събития
- В германския град Шпайер е публикувана книгата Malleus Maleficarum – трактат за лов на вещици.

## Родени
- 2 юли – Якопо Сансовино, италиански архитект и скулптор († 1570 г.)